# Stjernerne og vandbærerne
Stjernerne og vandbærerne er en dansk dokumentarfilm fra 1974, skrevet og instrueret af digteren og instruktøren Jørgen Leth. Filmen følger 1973-udgaven af det store etapeløb Giro d'Italia, hvor Leth søger at afdække cykelsportens mytologiske karakter som et klassisk drama med helte og skurke, der leverer legendariske præstationer, storhed og fald. Filmen er af kritikere blevet betegnet som et banebrydende mesterværk indenfor dansk dokumentarfilm.
Den belgiske favorit Eddy Merckx er filmens egentlige stjerne, og han dominerer løbet fra start til slut. Som filmens titel antyder, følges også vandbærernes strabadser, ikke mindst med fokus på den danske hjælperytter Ole Ritter og dennes enkeltstart. Desuden skildrer filmen de store økonomiske interesser, der ligger bag cykelløbet, men forsvarer stadig cykelsporten, som ellers var kontroversiel.

## Baggrund
Om filmen sagde Jørgen Leth: "Jeg ser sportens verden som et klassisk teater med helte, der repræsenterer klassiske dyder og udfører legendariske præstationer ligesom i den mytologiske verden. Det er disse, jeg vil besynge og undersøge."

## Handling
Filmen består af ti kapitler, eller sekvenser, med hver sin overskrift, og de fleste sekvenser skildrer løbet som en levende organismes vej gennem landskabet, med anekdotiske elementer og farverige personligheder. I en af sekvenserne iscenesætter Ole Ritter en åbenhjertig og munter diskussion mellem nogle af løbets markante ryttere med mikrofon og ledning midt i det cyklende felt.
På en af etaperne kom Ole Ritter i mål som nr. 2 og vandt mange minutter i den samlede stilling. Den morgen sov filmfotograf Dan Holmberg uheldigvis over sig, efter en livlig tur i byen i Milano, og filmholdet kom derfor for sent til at kunne fotografere Ritters flotte løb. Brødebetynget stod Holmberg tidligt op næste morgen og filmede mekanikere og soigneurer, som arbejde med cykler og cykeltrøjer i morgensolen, hvilket gav nogle fine billeder.
Et af filmens højdepunkter er Ole Ritters enkeltstart i Forte dei Marmi, hvor Holmberg følger Ritter hele dagen med sit kamera, fra Ritter inden løbet sidder og spiser helt for sig selv, koncentreret, dernæst starten og det ensomme løb mod uret, til den nærmest eksplosive afslutning, hvor Ritter får bekræftet, at hans tid er dagens hidtil bedste. Sekvensen slutter med, at Ritter pakker sin bil, med cykel og kuffert, på vej mod næste løb.
Filmen belyser cykelsporten generelt, og at cykling ikke bare handler om en masse enkeltpersoner som cykler om kap, men at hele holdet er vigtigt. Et cykelhold indeholder mange forskellige vigtige aktører som mekanikere, læger, massører m.m. Desuden har man "vandbærerne" eller hjælperytterne, som tit bliver overset, men er helt essentielle for at der kan være en "stjerne". Leth fik udtrykket "vandbærer", som endte med at lægge navn til filmen, fra Ole Ritter, og det er siden da indgået i sproget som en betegnelse for en person, der ofrer sig for en kollega, der har større status.

## Medvirkende
- Eddy Merckx[9]
- Felice Gimondi[9]
- Ole Ritter[9]
- Marino Basso
- Gianni Motta[9]
- Gösta Pettersson[9]
- José Manuel Fuente[9]

## Modtagelse
Filmen opfattes af mange kritikere som et banebrydende mesterværk indenfor dansk dokumentarfilm. Ifølge professor Ib Bondebjergs gennemgang af dansk filmhistorie i Den Store Danske er det en monumental film, der er blandt Jørgen Leths vigtigste. Johannes H. Christensen skrev i en anmeldelse i Jyllands-Posten af dvd-udgivelsen af Leths samlede film i 2008, at Leths sportsfilm var enestående og genredannende i filmhistorien, og at Stjernerne og vandbærerne strålede over alle de andre som en poetisk-mytologisk skildring, som Odysseen opdelt i sange, der skildrer møder mellem næsten homeriske rivaliserende helte. Han mente, at filmen burde have indgået i Kulturministeriets Filmkanon. I Politiken kaldte Michael Bo filmen en antitese til Leni Riefenstahls fascistiske dyrkelse af skønheden og eneren i sine sportsfilm og udnævnte den sammen med Leths senere En forårsdag i helvede til moderne klassikere. I Weekendavisen kaldte Ib Skovgaard den i 2010 "legendarisk". I Berlingske kaldte Ebbe Iversen den en fantastisk medrivende dokumentarfilm og udråbte den til et mesterværk, der vandt velfortjent international berømmelse.